# 趙㟶
趙㟶，山东莱阳县人。清朝政治人物、同進士出身。

## 生平
明崇禎十五年（1642年）壬午科山東鄉試舉人，清順治九年（1652年）壬辰科進士，授萬年縣知縣，有《寒堂诗稿》。